# 그라이프 작전
그라이프 작전(독일어: Unternehmen Greif)은 무장친위대 코만도 지휘관 오토 스코르체니 중령이 1944년 말, 벌지 전투 당시 휘하 부대인 제150기갑여단을 지휘해 연합군을 혼란에 빠트리려던 작전이었으나, 의도했던 작전은 해보지도 못하고 평범한 기갑부대로 소모되었다.

## 창설
1944년 말, 독일군은 서부전선의 연합군을 공격하기 전, 스코르체니 중령에게 연합군을 혼란에 빠트릴 수 있는 부대를 만들라고 명령한다. 이 부대의 목적은 공세가 시작되면 연합군을 후속하여 각 전선의 교두보를 장악하고 연합군을 혼란에 빠트리는 것이었다.
이와 같은 부대는 1940년, 프랑스를 공격할 당시에 소규모 부대들을 운용해 사용한 경우는 있었으나, 이번의 경우에는 많은 병사를 동원하는 작전이었다.
스코르체니는 그의 권한을 이용해 병사들을 직접 모집했는데, 그의 부대에 들어가기 위해서 해군, 공군, 국방군, 친위대 등, 각종 병과의 부사관과 병 등이 지원했다. 지원자들은 영어 능력 정도를 가늠해 보고 뽑혔다. 이렇게 해서 소위 스코르체니 특공대라고도 하는 제150기갑여단이 창설된다.
그러나 당시 이 부대의 보급을 맡은 병기창에서는 스코르체니가 원하는 연합군의 기갑 장비를 모두 구할 수가 없었고, 단지 노획한 윌리스 지프 수십 여 대와 약간의 장갑차량, 그리고 파손되어 쓸 수 없는 전차만이 제공되었다. 하는 수 없이 이 부대는 독일 기갑부대의 판터 전차를 미국군의 M-10 울버린 대전차자주포로 위장 개조했다. 이 외에도 다른 기종의 전차를 위장 개조하기도 했다(차량들은 공을 드려 위장해 울버린으로 위장하기 위해 장갑판을 붙여 포탑모양을 바꿨고 해치도 땠으며 심지어 미국식 번호판까지 붙였다).
스코르체니는 전투 전까지 그의 병사들을 훈련시켰다. 그 훈련 내용은 일반적인 훈련과 다를 것이 거의 없었지만, 다른 점이 있다면 미군처럼 위장하는 훈련도 하는 것이었다. 포로가 된 미군들의 영어 발음이나 행동거지, 심지어는 껌을 씹을 때의 모습까지 그대로 훈련 시켰다.

## 작전 실행
1944년 12월 16일, 독일군의 아르덴 공세가 개시되자 스코르체니의 병사들도 미군 부대를 향해 진격을 개시했다. 그러나 이 부대는 작전 개시 몇 시간도 채 안되어 선두의 진격 부대가 극심한 교통 체증에 시달리자 위장한 기갑장비의 임무를 일반 전투용으로 변경한다. 대신 9대의 지프에 44명의 대원들이 분승해 연합군을 혼란에 빠트린다.
이들이 한 주요 실적은 멀쩡한 길가에 지뢰 지대 표시를 하거나, 표지판을 거꾸로 돌리기(왠지 모르겠지만 소련군은 한번 겪은이후 잘 당하진 않았다), 미군 부대에 몰래 잠입해 거짓 정보를 흘렸다. 특히 만프레드 페르나스 중사의 부대는 자신들의 정체가 발각되자, 프랑스 파리시에 있는 연합군 총사령부에 잠입해 연합군 총사령관 드와이트 아이젠하워 장군을 암살하려한다는 거짓 정보를 흘림으로써 연합군 총사령부를 혼란에 빠트린다.
작전이 개시되는 동안 9개의 팀 중에서 연합군 헌병들에게 정체가 발각된 조는 단 2개 조 밖에 안되었다. 이들은 제네바 조약에 따라 전시 스파이 혐의가 인정되어, 간단한 심문을 받고 바로 총살형을 당했다.

## 작전의 영향
스코르체니 특공대의 활약으로 인해 연합군의 작전 속도는 매우 느려졌다. 특히 미군 헌병들은 변장한 스코르체니의 부하들을 찾기 위해 혈안이 되었는데 이때 검문 중에 있었던 유명한 이야기가 미군 사령관 오마 브래들리 중장의 일이었다. 당시 미군 헌병들은 독일군 병사들은 모르는 미국에 대한 질문을 해서 변장한 스파이들을 색출하고 있었다. 가령 "미키마우스의 애인은 누구인가?"라는 등의 미국인만 알 수 있는 답으로 문제를 내기도 했다. 그러나 가끔씩 헌병들이 엉뚱하게 검문을 하는 경우도 있었다.
브래들리의 경우 3개의 검문소에서 각각 한 가지의 질문을 받았다. 첫 번째 질문은 일리노이주의 주도(州都)인 스프링필드 시를 묻는 질문이었는데, 헌병은 답이 시카고 시라고 해서 장군을 난처하게 만들었다. 두 번째 질문은 미식축구에서 센터와 테클 사이의 방어 지역을 묻는 질문으로 장군은 정답을 말했다. 세 번째는 베티 그래이블의 현재 남편-해리 제임스-이 누군지 묻는 문제였는데 브래들리는 답을 말하지 못했으나, 헌병은 웃으며 그에게 답을 가르쳐 주고 통과시켜준 이야기가 있다.
위의 예처럼 스코르체니 특공대가 미군에게 미친 심리적인 영향은 그대로 작전 진행에 매우 큰 걸림돌이 되었다. 그러나 이후 스코르체니 중령과 그의 부하들이 연합군 장병들을 놀라게 하는 작전은 거의 없었다고 한다.

## 같이 보기
- 글라이비츠 방송국 공격 사건
- 쉽볼렛